# 梁孝真
梁孝真（YANG Hyo-Jin，1989年12月14日—），韓國女子排球運動員，為前韓國國家女子排球隊隊員。

## 簡歷
2012年7月，梁孝真代表韓國出戰英國倫敦舉行的奥林匹克运动会女子排球比賽。